# Guatteria longepetiolata
Guatteria longepetiolata är en kirimojaväxtart som beskrevs av Robert Elias Fries. Guatteria longepetiolata ingår i släktet Guatteria och familjen kirimojaväxter. Inga underarter finns listade i Catalogue of Life.